# Acaudina leucoprocta
Acaudina leucoprocta is een zeekomkommer uit de familie Caudinidae.
De wetenschappelijke naam van de soort werd in 1938 gepubliceerd door Hubert Lyman Clark.